# Hyalopsychella haplotes
Hyalopsychella haplotes är en nattsländeart som beskrevs av Arturs Neboiss 1989. Hyalopsychella haplotes ingår i släktet Hyalopsychella och familjen Dipseudopsidae. Inga underarter finns listade i Catalogue of Life.